# 김종식 (1950년)
김종식(金鍾植, 1950년 10월 20일~)은 대한민국의 정치인이다. 제34·35·36대 전라남도 완도군수(2002년~2014년)를 지냈으며 제40대 전라남도 목포시장이다. 

## 학력
- 진산국민학교 졸업
- 문태중학교 졸업
- 문태고등학교 졸업
- 성균관대학교 행정학 학사
- 서울대학교 행정대학원 행정학 석사
- 전남대학교 행정대학원 행정학 박사과정 수료

## 경력
- 제24회 행정고시 합격
- 1997~1998: 전라남도 영암군 부군수
- 1998~2000: 전라남도 신안군 부군수
- 2001: 전라남도 목포시 부시장
- 2002. 7.~2014. 6. 제34·35·36대 전라남도 완도군수(3선, 민선 3·4·5기)
- 전국시장군수구청장협의회 군수대표
- 2016. 8.~2017. 12. 광주광역시 경제부시장
- 2018. 7.~2022. 6. 제40대 전라남도 목포시장(초선, 민선 7기)

## 재임시절 업적
제 24회 행정고시에 합격하여 공직생활을 시작한 이래 전라남도 관광과장, 전남도의회 총무담당관,의사담당관, 공보관, 도지사 비서실장 등 요직을 거쳤다. 지방자치제 실시 이후 완도군과 영암군, 신안군 부군수를 거쳐 목포시 부시장을 재임 하였다. 그 후 2002년 제3회 전국동시지방선거 에서 완도군수로 출마하여 당선 되었고 4회, 5회 지방선거에 연속으로 완도군수에 당선되며 3선 연임을 했다.

완도군수에 재임하며 드라마 해신, 식객 등의 미디어 매체를 적극적으로 활용해 완도에 수많은 관광객들을 끌어들이고 완도 전복을 브랜딩 하는데 성공하여 완도를 빚없는 자치 단체로 만드는데 기여하였다.
일 잘하고 능력있는 행정전문가 타이틀을 바탕으로 다양한 정책개발과 세일즈마케팅에 박차를 가해 완도 특산품의 차별화된 홍보 전략을 내세워 완도군의 소득수준을 높이고 완도군을 브랜딩하여 전국에 널리 알렸다. ‘건강의 섬 완도’의 가치와 위상을 높이는데 혁혁한 공을 세웠다는 평가가 많다.
그 외에도 해신 드라마 세트장 유치로 500만 관광객 유치, 한국관광공사, ‘가보고 싶은 곳’ 1위 선정, ‘완도 전복’ 소비자가 뽑은 브랜드 대상을 수상하고, 청산도를 세계 제1호 슬로우시티길로 등재하고 완도국제해조류박람회를 유치하는 등 군수 시절 많은 업적을 남겼다.
이후 박준영 前 전남지사의 신민당 창준위에서 전남도당 위원장직을 맡았으나 결별했고, 광주광역시 경제부시장으로 임명되었다.
2017년 12월에 광주광역시 경제부시장직을 사임했다. 2018년 3월 12일 목포 항동시장에서 공식으로 기자회견을 열어 제7회 전국동시지방선거 목포시장으로 출마할 뜻을 밝혔다. 본선에서 박빙 승부 끝에 현직 시장인 민주평화당 박홍률 후보를 292표 차이로 누르고 당선됐다.
완도군 군수 연임 후, 목포시장으로 취임하여, 두 지자체의 장을 지낸 독특한 이력을 가지게 되었다.

민선 7기 목포시장으로 재임하던 시절, 목포의 맛을 전국적으로 알리고(대한민국 최고 ‘맛의 도시’ 선포식 이후 각종 예능, 드라마를 통한 미디어마케팅으로 목포의 맛과 관광자원을 전국적으로 알리는 데 앞장섰다.
또한 목포를 먹여 살릴 4대 전략산업을 구축하였다. 첫째, 목포를 대한민국 4대 관광거점도시로 만들고, 뒤이어 대한민국 문화도시에도 선정되어 1,200억 원의 국비를 따냈다. 국내 최초 문학박람회를 성공적으로 이끌었다는 평이다. 둘째, 국내 유일의 수산식품수출단지를 조성 (국비 1,089억 원)하였고, 셋째, 국내 최대 해상풍력 배후단지 거점 조성(국비 1,509억 원)과 국내 최초 친환경선박 집적단지를 유치(국비 1,100억원)을 유치하였다.
이 밖에도 목포의 가치를 높이는데 앞장선 자치단체장으로 평가받는다. 대한민국 도시대상을 2년 연속 수상하고(중소도시 중 전국 1위), 기업하기 좋은 도시 전국 1위(대한상공회의소), 매니페스토 공약 이행평가 전국 최고(SA) 등급 달성 등 굵직한 업적을 남겼다. 민선 6기 대비 국비 140% 증가(9,550억), 대양산단 완판, 대규모 공모사업 선정, 공공기관 대거 유치(13개), 목포시 통합부채 43% 감소(대양산단 채무 전액 상환), 시 청렴도 향상 등 많은 업적을 남겼다.

## 수상내역
- 2021 전국 공무원 선정 올해의 지방자치 CEO
- 2014 국제슬로시티연맹 공로상
- 2011 최우수 지방자치단체장상
- 2011 제4회 기초단체장 매니페스토 우수사례 경진대회 공약이행분야 최우수상
- 2011 올해의 신한국인 대상 정치분야
- 2011 올해의 군수 부부상
- 2009 미래를 여는 혁신인물 선정
- 2008 한국지방자치경영대상 최고경영자상
- 2008 대한민국 최고목민관상
- 2007 대한민국 신뢰경영 CEO 대상
- 2007 존경받는 대한민국 CEO 대상
- 2007 제1회 장보고대상 대통령상
- 2005 전국 최우수 자치단체장상
- 1998 대통령 근정포상

## 역대 선거 결과
|  | 29.54% |

|  | 52.78% |

|  | 59.51% |

|  | 47.75% |

|  | 37.67% |

## 같이 보기
- 완도군수
- 목포시장
- 광주광역시 부시장